# Jim Davis (acteur)
Pour les articles homonymes, voir Jim Davis et Davis.
Jim Davis est un acteur américain, né le 26 août 1909 à Edgerton Missouri, États-Unis, et mort le 26 avril 1981 à Northridge (Californie).

## Biographie
En France, Jim Davis est principalement connu pour avoir joué le rôle de Jock Ewing dans la série télévisée Dallas. Durant sa longue carrière (1941-1981), il aura cependant participé à plus de 150 films (dont beaucoup de westerns de second ordre) et effectué au moins 300 apparitions dans des séries télévisées, telles que Banacek, Cannon, Les Rues de San Francisco, Kung Fu, Le Virginien, Perry Mason, Bonanza, etc.
Les causes exactes de la mort de Jim Davis restent inexpliquées : il semble qu'il soit mort chez lui, dans son sommeil, alors qu'il se remettait des suites d'une intervention chirurgicale due à un ulcère perforé à l'estomac. Larry Hagman aurait, par ailleurs, confirmé dans une interview au magazine People qu'il était atteint d'un cancer, et certains[Qui ?] vont jusqu'à évoquer une tumeur au cerveau. La détérioration de son état de santé est visible dans la série Dallas, au cours de la quatrième saison (1980/81), où l'acteur porte une perruque.

## Filmographie

### Cinéma
- 1942 : Tennessee Johnson de William Dieterle : un reporter
- 1942 : Cairo de W.S. Van Dyke : un sergent
- 1947 : L'As du cinéma (Merton of the Movies) de Robert Alton
- 1947 : L'Heure du pardon (The Romance of Rosy Ridge) de Roy Rowland : Badge Dessark
- 1948 : Rencontre d'hiver (Winter meeting) de Bretaigne Windust : Slick Novak
- 1949 : L'Étalon rouge de Ralph Murphy : Dave Ryder
- 1949 : Le Cavalier Fantôme (Brimstone) de Joseph Kane : Nick Courteen
- 1950 : The Savage Horde de Joseph Kane : Lt. Mike Baker
- 1950 : La Piste des caribous (The Cariboo Trail) d'Edwin L. Marin : Bill Miller
- 1950 : La Ruée vers la Californie (California Passage) de Joseph Kane : Lincoln Corey
- 1951 : Revanche des Sioux (Oh! Susanna) de Joseph Kane : Ira Jordan
- 1951 : Le Frelon des Mers (The Sea Hornet) de Joseph Kane : Tony Sullivan
- 1952 : La Captive aux yeux clairs (The Big Sky) d'Howard Hawks : Streak
- 1952 : Capturez cet homme (Ride the Man Down) de Joseph Kane : Red Courteen
- 1953 : La Femme qui faillit être lynchée (Woman Almost Lynched) d'Allan Dwan : Cole Younger
- 1954 : Les Proscrits du Colorado (The Outcast) de William Witney : major Linton Cosgrove
- 1954 : Outlaw's Daughter de Wesley Barry : marshal Dan Porter
- 1954 : La Grande Caravane (Jubilee Trail) de Joseph Kane : Silky
- 1954 : Le Carrefour de L'enfer (Hell's Outpost) de Joseph Kane : Sam Horne
- 1955 : La Loi du plus fort (Timberjack) de Joseph Kane : Poole
- 1955 : Last of the Desperados de Sam Newfield : John Poe
- 1955 : Quand le clairon sonnera (The Last Command) de Frank Lloyd : Ben Evans
- 1955 : Courage indien (The Vanishing American) de Joseph Kane : Glendon
- 1956 : Frontier Gambler de Sam Newfield : Tony Burton
- 1956 : Blonde Balt : Nick Randall
- 1956 : La Horde sauvage (The Maverick Queen) de Joseph Kane : un étranger
- 1956 : Le Fond de la bouteille (The Bottom of the Bottle) d'Henry Hathaway : George Cady
- 1957 : L'Ultime Chevauchée (Raiders of Old California) d'Albert C. Gannaway : capitaine Angus Clyde McKane
- 1957 : The Quiet Gun : Ralph Carpenter
- 1957 : La Ville de la vengeance (The Restless Breed) d'Allan Dwan : Ed Newton
- 1957 : Duel at Apache Wells (en) de Joseph Kane : Dean Cannary
- 1957 : Apache Warrior d'Elmo Williams : Ben Ziegler
- 1958 : Wolf Dog (en) de Oliver Drake : Jim Hughes
- 1958 : Flaming Frontier : col. Hugh Carver
- 1958 : A Lust to Kill (it) d'Oliver Drake : Marshal Matt Gordon
- 1958 : Les Monstres de l'enfer (en) (Monster From Green Hell) de Kenneth G. Crane : Dr Quent Brady
- 1959 : Ne tirez pas sur le bandit (Alias Jesse James) de Norman Z. McLeod : Frank James
- 1960 : Noose for a Gunman (en) : Case Britton
- 1961 : Frontier Uprising (en) de Edward L. Cahn : Jim Stockton
- 1964 : L'Enfer des marines (Iron Angel) de Ken Kennedy : Sergent Walsh
- 1965 : Zebra in the Kitchen (en) : Adam Carlyle
- 1966 : El Dorado de Howard Hawks : Jim Purvis
- 1966 : Jesse James contre Frankenstein (Jesse James Meets Frankenstein's Daughter) de William Beaudine : marshal MacPhee
- 1968 : The Road Hustlers de Larry Jackson : Noah Reedy
- 1968 : They Ran for Their Lives : Vince Ballard
- 1969 : The Ice House (en) : Jake
- 1970 : Rio Lobo de Howard Hawks : un suppléant du shérif Hendricks
- 1970 : Monte Walsh : Cal Brennan
- 1970 : Le rescapé de la vallée de la mort (en) (Five Bloody Graves) d'Al Adamson : Clay Bates
- 1971 : Big Jake de George Sherman et John Wayne : le leader du lynchage
- 1971 : Dracula contre Frankenstein (Dracula vs. Frankenstein) d'Al Adamson : sergent Martin
- 1973 : Deliver us from Evil de Boris Sagal : Dixie
- 1973 : Un petit Indien (One Little Indian) de Bernard McEveety : Trail Boss
- 1974 : À cause d'un assassinat (The Parallax View) d'Alan J. Pakula : George Hammond
- 1977 : Bande de flics (The Choirboys) d'Robert Aldrich : Drobeck
- 1978 : Le Souffle de la tempête (Comes a Horseman) d'Alan J. Pakula : Julie Blocker
- 1980 : Le Jour de la fin des temps (The Day Time Ended ) de John 'Bud' Cardos : Grant Williams

### Télévision
- 1952 : Dangerous Assignment (série télévisée) : Bill
- 1952-1953 : Cowboy G-Men (en) (série télévisée) : Dance Shafer Henchman
- 1953, 1962-1964 et 1966-1969 : Les Aventuriers du Far-West (Death Valley Days) (série télévisée) : Mark Tabor / Député Joe Phy / Grat Dalton / Wyatt Earp / Big John / Pony Cragin / Luke Campbell / Manly / Le shérif / Un acteur
- 1954-1955 : Fireside Théâtre (en) (série télévisée) : Colonel Streeter
- 1954-1955 : Histoires du siècle dernier (Stories of the Century) (série télévisée) : Matt Clark
- 1957 : The Millionaire (série télévisée) : Jim Driskill
- 1957 : The Silent Service (série télévisée) : Ruhe
- 1958 : M Squad (série télévisée) : Harry Evans/Mickey Seville
- 1958 : 26 Men (en) (série télévisée) : Père Diego
- 1958-1960 : Rescue 8 (en) (série télévisée): Wes Cameron
- 1959 : U.S. Marshal (série télévisée) : Harvey Granger
- 1959 : Yancy Derringer (en) (série télévisée) : Bullet Pike
- 1960 : Markham (série télévisée) : Neal Holland
- 1960 : The Tall Man (en) (série télévisée) : Bob Orringer
- 1960, 1962-1964 : La Grande Caravane (Wagon Train) (série télévisée) : Gabe Henry / Dan Ryan / Clyde Hubble / Rudd Basham
- 1960, 1962-1963 : Laramie (série télévisée) : Hake Ballard / Ben McKittrick / Joe / Jim Genoway
- 1961 : Manhunt (en) (série télévisée) : Otto / Catlin
- 1961 : The Deputy (série télévisée) : Trace Phelan
- 1961 : Coronado 9 (en) (série télévisée) : Barton Kincaid
- 1961 : The Outlaws (en) (série télévisée) : Steed
- 1961 : Gunslinger (en) (série télévisée) : Jeb Crane
- 1961 : The Aquanauts (série télévisée) : Sam Hogarth
- 1961 : Whispering Smith (en) (série télévisée) : Sam Chandler
- 1961, 1968-1969 : Bonanza (série télévisée) : Sam Wolfe / Johnny / Sam Butler
- 1962 : Stoney Burke (série télévisée) : Shep Winters
- 1962 et 1964 : Perry Mason (série télévisée) : George Tabor / Joe Farrell
- 1962 : Lassie (série télévisée) : Ed Bates
- 1962 et 1965 : Rawhide (série télévisée) : Sam Jason / Un shérif
- 1965 : Laredo (série télévisée) : shérif Wes Cotrell
- 1965 : L'Extravagante Lucy (The Lucy Show) (série télévisée) : Cardenas
- 1965-1966 : Le proscrit (Branded) (série télévisée) : Malachi Murdoch / Wheeler / James Swaney
- 1966 : Au cœur du temps (The Time Tunnel) (série télévisée) : col. Jim Bowie
- 1966 à 1969 : Daniel Boone (série télévisée) : Carpenter / Sam Ralston / Tumbrill / Rafe Carson
- 1966-1974 : Gunsmoke (série télévisée) : Clell Williams / Gainer / Jim Basset / Jubal Gray / Ben Rawlins / Wes Cameron / Sheriff Shackwood / Amos Carver / Dave Carpenter / Luke Rambaugh
- 1967 : Hondo (série télévisée) : Krantz
- 1967 : Cimarron (Cimarron Strip) (série télévisée) : Clo Vardeman
- 1968 : The Guns of Will Sonnett (en) (série télévisée) : sheriff Hawks
- 1968 et 1971 : Le Virginien (The Virginian) (série télévisée) : McKinley / Roper
- 1970 : Le Grand Chaparral (Chaparral) (série télévisée) : Robbins
- 1971 : The Trackers (téléfilm) : Sheriff Naylor
- 1971 : Vanished (téléfilm) : Capitaine Cooledge
- 1971 : Le Virginien saison 9 épisode 15 (The Politician) : Roper
- 1972 : Sur la piste du crime (The F.B.I.) (série télévisée) : Ellis Bengston
- 1972 : Night Gallery (série télévisée) : Abe Bennett
- 1972 : The Bold Ones: The New Doctors (série télévisée) : Peter Merlino
- 1972 : Le Sixième Sens (The Sixth Sense) (série télévisée) : Anson Beige
- 1973 : Cannon (série télévisée) : Roden
- 1973 : Kung Fu (série télévisée) : Sheriff Grogan / Joe Walker
- 1973 : Banacek (série télévisée) : Ed McKay
- 1973-1974 : Les Rues de San Francisco (The Streets of San Francisco) (série télévisée) : Reed Bradshaw / Roy Johnson
- 1974 : The Cowboys (en) (série télévisée) : Marshall Bill Winter
- 1975 : Le Triangle du diable (Satan's Triangle) (téléfilm) : Hal Bancroft
- 1975 : Caribe (série télévisée) : David Mayfield
- 1975 : The Runaway Barge (téléfilm) : Capt. Buckshot Bates
- 1976 : Sur la piste des Cheyennes (The Quest) (série télévisée) : marshall Pullman
- 1976 : Law of the Land (téléfilm) : sheriff Pat Lambrose
- 1977 : Hunter (série télévisée) : Raymond Spencer
- 1977 : Enigma (en) (téléfilm) : colonel Valentine
- 1978 : Trail of Danger (téléfilm) : Pop Apling
- 1978 : Killing Stone (téléfilm) : Sen. Barry Tyler
- 1978 : Project U.F.O. (en) (série télévisée) : Earl Clay
- 1978-1981 : Dallas (série télévisée) : Jock Ewing
- 1981 : Don't Look Back: The Story of Leroy 'Satchel' Paige (en) (téléfilm) : M. Wilkenson